# Розсіювання світла сферичною частинкою
Розсі́ювання сві́тла сфери́чною части́нкою — класична задача електродинаміки, розв'язана 1908 року німецьким фізиком Густавом Мі для частинки будь-якого розміру.
Задача розглядає розсіювання електромагнітної хвилі з напруженістю електричного поля
{\displaystyle \mathbf {E} =\mathbf {E} _{0}e^{i\mathbf {k} \cdot \mathbf {r} -i\omega t}}
де {\displaystyle \omega } — частота, {\displaystyle \mathbf {k} } — хвильовий вектор, а {\displaystyle \mathbf {E} _{0}} — амплітуда хвилі, на сферичній частинці з радіусом R і діелектричною проникністю {\displaystyle \epsilon }.
Розв'язок задачі знаходиться за допомогою розкладу електромагнітного поля на сферичні гармоніки.

## Якісні результати
Розсіювання залежить від співвідношення розмірів частинки й довжини хвилі, яка падає на частинку. У випадку, коли частинка набагато менша від довжини хвилі, розсіювання є частковим випадком релеївського. Зовнішня електромагнітна хвиля поляризує частинку наводячи в ній змінний дипольний момент. Дипольний момент, що коливається у такт з частотою зовнішньої хвилі, перевипромінює світло з характерною для дипольного моменту діаграмою направленості. Якщо можна знехтувати частотною залежністю діелектричної проникності частинки, інтенсивність розсіювання залежить від частоти в четвертому степеню, що призводить до сильнішого розсіювання коротких хвиль. У розсіяному білому світлі переважатиме блакитний відтінок (саме цей ефект зумовлює блакитний колір неба), а в нерозсіяному — червоний.
У випадку, коли розміри частинки близькі до довжини хвилі світла, діаграма спрямованості розсіювання стає складною. Проявляється інтерференція хвиль, відбитих від різних ділянок поверхні частинки. Інтенсивність світла, розсіяного під певним кутом, залежить від того, скільки разів хвиля вкладається на діаметрі частинки, тож вона сильно залежить від розмірів частинки. Коли в розміри частинки вкладається кілька довжин хвилі, чергування максимумів і мінімумів у діаграмі спрямованості стає настільки частим, що при падінні білого світла на колоїдний розчин із такими розмірами часток, спостерігач бачитиме біле розсіяне світло. Речовина з великою кількістю таких частинок стає непрозорою. У цьому причина білого кольору хмаринок на небі, білого кольору молока тощо. Розчин колоїдних частинок може бути забарвленим, якщо речовина вибірково поглинає світло у певному спектральному діапазоні.
Якщо ж розміри частинки набагато більші за довжину хвилі, то поверхня частинки поводитиме себе як плоска. Відбуватиметься заломлення й відбивання світла, які описуються формулами Френеля.